# Mont Kialagvik
El Mont Kialagvik (en anglès Mount Kialagvik) és un estratovolcà que es troba a la Península d'Alaska, a l'estat d'Alaska, als Estats Units i forma part de la serralada Aleutiana. El cim s'alça fins als 1.677 msnm. No es coneixen erupcions en temps històrics del volcà. El Kialagvik Creek i el riu Salmon Dog, afluent del riu Ugashik, drenen el flanc occidental i oriental respectivament.